# Пејовић
Пејовић је презиме, патроним имена Пејо.
Познати људи са овим презименом су:
- Ацо Пејовић (1972), српски популарни поп-фолк певач
- Александар Пејовић (1990), српски професионални фудбалер
- Влада Пејовић (1950), бивши српски фудбалски менаџер и играч
- Срећко Пејовић (1953), српски олимпијски спортски стрелац који се такмичио за Југославију
- Филип Пејовић (1982), бивши српски професионални фудбалер